# Jim Matheos
James Matheos, detto Jim (Westfield, 22 novembre 1962), è un chitarrista statunitense.

## Carriera

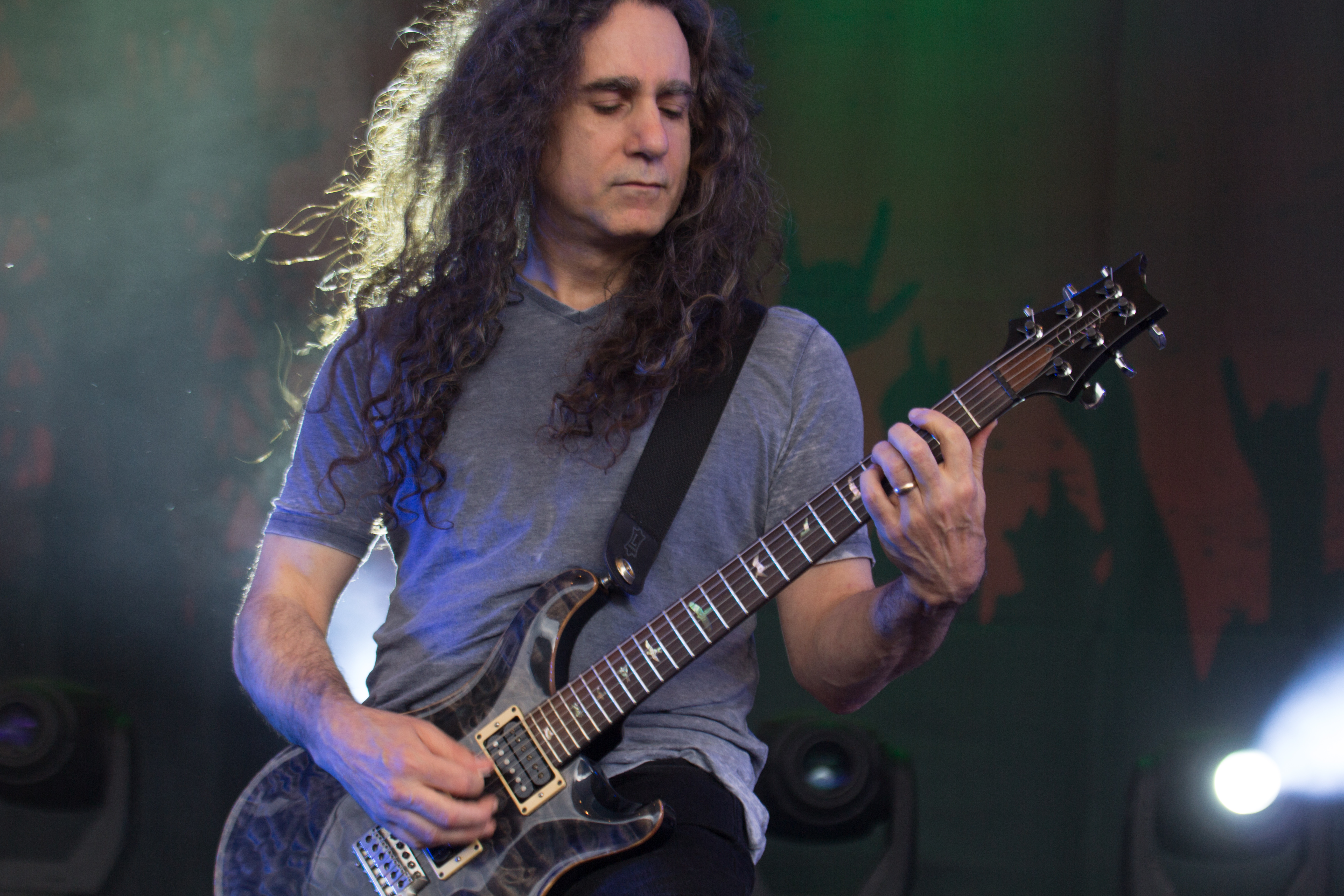
Matheos nel 2017

Oltre ad essere uno dei fondatori, nonché leader e principale compositore, della progressive metal band statunitense Fates Warning, Jim suona anche: negli Arch/Matheos, progetto fondato assieme al cantante John Arch, al quale partecipano gli altri membri dei Fates Warning; negli OSI, duo da lui formato assieme al tastierista Kevin Moore (Chroma Key, ex membro dei Dream Theater), il quale suona e canta nel progetto; nei Tuesday The Sky progetto da lui fondato di rock ambient strumentale.
Come musicista solista, ha pubblicato tre album strumentali: il primo, First Impressions, con solo chitarra acustica, violino e violoncello; il secondo, Away With Words, con chitarra acustica, violino, basso e batteria (suonata da Mark Zonder, all'epoca membro dei Fates Warning); l'ultimo, Halo Effect, un disco sperimentale basato su effetti di chitarra elettrica.
Con gli OSI ha registrato quattro album ed un EP, nei quali fornivano supporto strumentale musicisti come Steven Wilson (No-Man/Porcupine Tree) e Mike Portnoy (ex-batterista e membro fondatore dei Dream Theater).

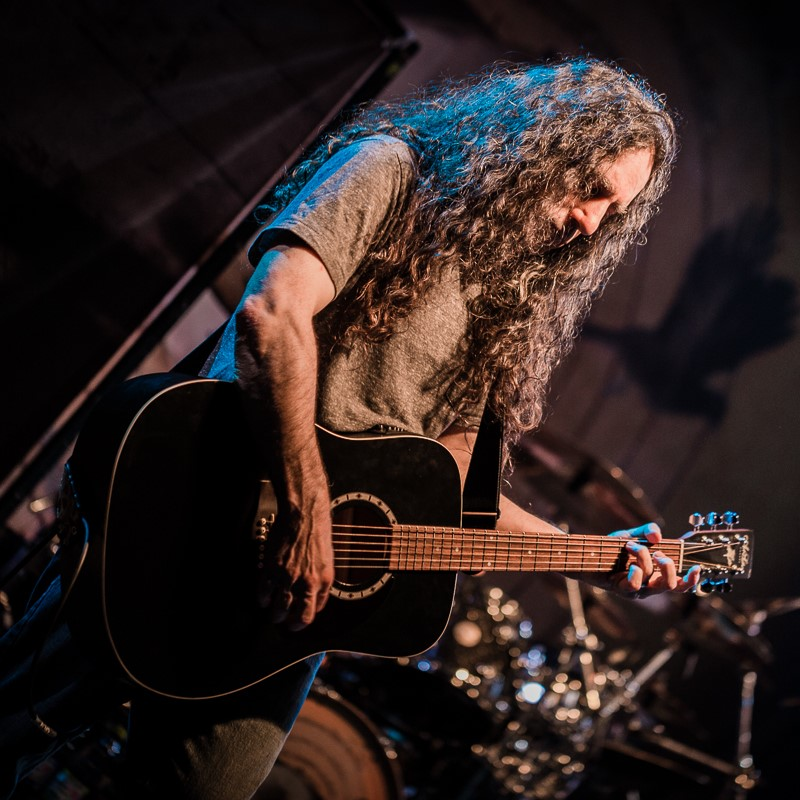
Jim Matheos (Fates Warning)

Con i Fates Warning ha registrato dodici album in studio, due dal vivo, una raccolta e cinque video. Dal 2003 Jim Matheos collabora con John Arch, partendo dal disco solista di quest'ultimo, l'EP A Twist of Fate e pubblicando un disco a nome del progetto, Sympathetic Resonance, nel 2011.
Ha anche partecipato, assieme a molti altri musicisti, al progetto del bassista Sean Malone, i Gordian Knot, gruppo che fonde progressive rock, heavy metal e jazz.

## Discografia

### Da solista
- 1993 - First Impressions
- 1999 - Away With Words
- 2014 - Halo Effect

### Con i Fates Warning
- 1984 - Night on Bröcken
- 1985 - The Spectre Within
- 1986 - Awaken the Guardian
- 1988 - No Exit
- 1989 - Perfect Symmetry
- 1991 - Parallels
- 1994 - Inside Out
- 1985 - Chasing Time (compilation con due inediti)
- 1997 - A Pleasant Shade of Gray
- 1998 - Still Life (live)
- 2000 - Disconnected
- 2004 - FWX
- 2013 - Darkness in a Different Light
- 2016 - Theories of Flight
- 2017 - Awaken the Guardian Live (live)
- 2018 - Live Over Europe (live)
- 2020 - Long Day Good Night

### Con gli OSI
- 2003 - Office of Strategic Influence
- 2006 - Free
- 2006 - Re:Free (EP)
- 2009 - Blood
- 2012 - Fire Make Thunder

### Con John Arch
- 2003 - A Twist of Fate (EP)

### Con Arch/Matheos
- 2011 - Sympathetic Resonance
- 2019 - Winter Ethereal

### Con i Tuesday The Sky
- 2017 - Drift

### Collaborazioni
- Con i Fates Warning
- 1996 – Working Man - Tribute to Rush (cover dei Rush, Closer to the Heart)
- 1997 – A Tribute to Judas Priest (Legends of Metal) (cover dei Judas Priest, Saints in Hell)
- 2000 - Holy Dio (A Tribute to Ronnie James Dio)(cover dei Black Sabbath, Sign of the Southern Cross)
- Da solista
- 2003 – Gordian Knot - Emergent (chitarra nei brani Fischer’s Gambit, Some Brighter Thing e Singing Deep Mountain)
- 2011 – Memories Of Machines - Warm Winter (chitarra d'atmosfera su Something In Our Lives)
- 2016 - Headless - Melt the Ice Away (chitarra in Frame)